# Neusprech
Neusprech (englisch Newspeak) heißt die sprachpolitisch umgestaltete Sprache in George Orwells dystopischem Roman 1984. Durch Sprachplanung sollen sprachliche Ausdrucksmöglichkeiten beschränkt und damit die Freiheit des Denkens aufgehoben werden. Der fiktive totalitäre Staat Ozeanien entwickelt diese Sprachform, um die Ideologie von „Engsoz“ (Englischer Sozialismus englisch Ingsoc, English Socialism) im Unterbewusstsein der Menschen zu verankern.
Neusprech wird im übertragenen Sinne als Bezeichnung für Sprachformen oder sprachliche Mittel gebraucht, die durch Sprachmanipulation bewusst verändert werden, um Tatsachen zu verbergen und die Ziele oder Ideologien der Anwender zu verschleiern.
In der Kognitionswissenschaft wird experimentell erforscht, wie tief verwurzelte sprachlich-metaphorische Frames weitgehend unbewusst die politische Wahrnehmung, die semantische Einordnung und, davon abhängig, das politische Handeln bestimmen.

## Bedeutung im Roman
Bei Neusprech, in älteren Übersetzungen auch Neusprache genannt, handelt es sich um eine staatlich standardisierte, regulierte und kontrollierte Sprachform, deren Substrat die ursprünglich gesprochene Sprache ist, das Altsprech. Dabei werden grammatische Regeln eingeschränkt und das Vokabular insgesamt verkleinert, vereinfacht und begrenzt. Die einzelnen Wörter werden in ihrer Form, Zusammensetzung und Bedeutung festgelegt. Besondere politisch zentrale Termini werden dabei nach bestimmten Regeln der Morphologie neu geschaffen oder modifiziert.

## Sprachpolitische Funktion in Ozeanien
Diese sprachpolitischen Maßnahmen haben das Ziel, über die Kommunikations- und Ausdrucksmöglichkeiten der Individuen die Gedankenfreiheit und damit die persönliche Identität, den Ausdruck der persönlichen Meinung und letztlich den freien Willen einzuschränken und zu steuern. In der individuellen Freiheit sieht die staatliche Führung eine Gefährdung der angeblich dem gesellschaftlichen Wohl dienenden Ideologie (Ingsoc), der inneren Sicherheit und der Abwehr des möglicherweise fiktiven außenpolitischen Gegners und damit der Machtstellung der Regierung von Big Brother und der Partei. Abweichende Sprachformen werden sanktioniert und kriminalisiert, etwa als Gedankenverbrechen. Die den „falschen Worten“ entsprechenden „falschen“ Gedanken sollen durch Verhinderung ihrer Ausdrucksmöglichkeiten psychologisch unmöglich gemacht werden. Durch die Sprachregelung soll die Bevölkerung so manipuliert werden, dass sie nicht einmal an Aufstand denken kann, weil ihr die Wörter dazu fehlen. Damit zeigt das Regime seinen totalitären Anspruch, nicht nur das Verhalten von Menschen äußerlich durch Gesetze einzuschränken (autoritär), sondern einen neuen Menschen in einer neuen Gesellschaft zu erschaffen, der glaubt, selbst denken und tun zu wollen, was er denken und tun soll.

## Wortschatz und Grammatik von Newspeak

### Wortschatzsystematik
Die Lexik wird von den Sprachplanern in drei Bereiche, A, B und C eingeteilt. A betrifft das Vokabular der politik-freien Alltagssprache. Teil B enthält den politischen Wortschatz. Teil C enthält Fachausdrücke für die Arbeitswelt.

### Wortbildung und Flexion
Die Grammatik von Newspeak zeichnet sich durch zwei Merkmale aus: (i) sprachliche Funktionen sind austauschbar (Substantivierung, Desubstantivierung, Adjektivbildung etc.); (ii) Flexionsformen werden vereinfacht, Ausnahmen und Unregelmäßigkeiten abgeschafft.

### Präfigierung
Newspeak besitzt keine Antonyme, daher wird das Präfix un- für die Wortbildung eingesetzt. Aus warm wird unkalt. Die Lexikographen der Partei behalten in der Regel das unangenehm wirkende, negativ oder pejorativ konnotierte Wort, also kalt, um das positive durch Negation zu bilden. Unkalt für warm wird unwarm für kalt vorgezogen. Bei wertenden Begriffen wie schlecht oder böse (engl. bad) wird jedoch das Wort ungut gebildet. Bei der Präfigierung eines Verbs drückt das Präfix ein Verbot aus, das beachtet werden muss. Unproceed (nicht weiter machen) bedeutet dann Do not proceed! (Mach nicht weiter!).
Plus- und Doppelplus- ersetzen die Steigerungsformen und verstärkenden Ausdrücke.

### Suffixe
- -ful dient als Suffix zur Adjektivbildung (speedful statt rapid).
- -ed bildet Vergangenheitsformen und Partizipien, was zu einer extremen Reduzierung und Vereinheitlichung der Wörter führt.
- -wise dient der Bildung von Adverbien (aus quickly wird speedwise).

### Mehrdeutigkeit
Mehrdeutigkeiten und Nuancen sollen ausgeschaltet werden, einfache Vorstellungen sollen an die Stelle der komplizierten treten, die Sprache soll einfache Gedanken und Empfindungen abbilden: Lust und Schmerz, Glück und Trauer, goodthink und crimethink. Da aus wenigen Wortwurzeln einfache Ableitungen vorgenommen werden können, verschwinden viele Wörter. Das Wort Denk steht für Denken und Gedanke, das Wort Gedanke kann also eliminiert werden.

### Intonation
Auch die Sprechweise soll zu einem pausenlosen, schnellen und tonlosen Staccato verändert werden. Dies fördert das „automatische“, also gedankenlose und quasi bewusstlose Sprechen, wodurch kritische Gedanken beim Sprechenden unterdrückt werden, in der Beobachtung anderer aber durch verräterische Abweichung von der Sprechweise auffallen. Nur wer im allgemeinen Sprach- und Gedankenfluss mühelos mitschwimmt, fällt nicht auf. Diese Intonation ist auch Merkmal des Duckspeak und wird auch durch die Sprachstruktur der neuen Wörter gefördert.
What was required, above all for political purposes, was short clipped words of unmistakable meaning which could be uttered rapidly and which roused the minimum of echoes in the speaker’s mind. The words of the B vocabulary even gained in force from the fact that nearly all of them were very much alike. Almost invariably these words — goodthink, Minipax, prolefeed, sexcrime, joycamp, Ingsoc, bellyfeel, thinkpol, and countless others — were words of two or three syllables, with the stress distributed equally between the first syllable and the last. The use of them encouraged a gabbling style of speech, at once staccato and monotonous. And this was exactly what was aimed at. The intention was to make speech, and especially speech on any subject not ideologically neutral, as nearly as possible independent of consciousness. For the purposes of everyday life it was no doubt necessary, or sometimes necessary, to reflect before speaking, but a Party member called upon to make a political or ethical judgement should be able to spray forth the correct opinions as automatically as a machine gun spraying forth bullets. His training fitted him to do this, the language gave him an almost foolproof instrument, and the texture of the words, with their harsh sound and a certain wilful ugliness which was in accord with the spirit of Ingsoc, assisted the process still further.
Notwendig waren, vor allem für politische Zwecke, kurze abgehackte Wörter mit unmissverständlicher Bedeutung, die schnell ausgesprochen werden konnten und nur ein Minimum von Widerhall im Bewusstsein des Sprechers auslösten. Die Wörter des B-Vokabulars gewannen besonders noch dadurch an Wirksamkeit, dass sie sich fast alle sehr ähnlich waren. Beinahe ohne Ausnahme waren diese Wörter – goodthink, Minipax, prolefeed, sexcrime, joycamp, Ingsoc, bellyfeel, thinkpol und viele andere – zwei-oder dreisilbig und die Betonung war gleichmäßig auf die erste und die letzte Silbe verteilt. Der Gebrauch dieser Wörter führte zu einer plappernden Redeweise, zugleich abgehackt und monoton. Genau das war das Ziel. Die Absicht lag darin, Sprache, besonders die Sprache über ideologisch nicht neutrale Themen, vom Bewusstsein so weit wie möglich abzukoppeln. Für das Alltagsleben war es zweifellos nötig oder manchmal nötig, vor dem Sprechen nachzudenken, aber ein Parteimitglied, das zu einem politischen oder ethischen Urteil aufgerufen wurde, sollte in der Lage sein, die korrekten Meinungen so automatisch herauszufeuern wie ein Maschinengewehr seine Kugeln herausfeuert. Seine Ausbildung befähigte ihn dazu, die Sprache war dafür ein fast narrensicheres Werkzeug und die Struktur der Wörter, mit ihrem harten Klang und der gewissen beabsichtigten Hässlichkeit, die dem Geist von Ingsoc entsprach, unterstützten den Vorgang weiter.

## Langfristige Durchsetzung von Newspeak
Sprachpolitisches Endziel der Regierung ist es, dass alle Mitglieder der Gesellschaft außer den Proles ausschließlich in dieser Sprachform kommunizieren. Dieses Ziel soll im Jahre 2050 erreicht sein. In den 66 Jahren des Interims soll Oldspeak (das Englisch der 80er Jahre) durch Neusprech immer weitgehender eingeschränkt und zuletzt eliminiert werden. Im Rückblick auf die bisherigen Bemühungen wird erwähnt, dass auch ältere Bücher, z. B. Dramen von Shakespeare, umgeschrieben wurden, um den neuen Anforderungen zu entsprechen. Zur Zeit der Romanhandlung, eben 1984, ist Neusprech noch nicht vollständig ausgereift. Der Anhang beschreibt die bisherigen Versuche, Neusprech durchzusetzen, und ist noch in Standard-Englisch geschrieben (Altsprech in Neusprech).

Die Romanfigur Syme erläutert im Roman ihre Arbeit an der neusten Auflage des Neusprech-Wörterbuchs.
By 2050 — earlier, probably— all real knowledge of Oldspeak will have disappeared. The whole literature of the past will have been destroyed. Chaucer, Shakespeare, Milton, Byron — they'll exist only in Newspeak versions, not merely changed into something different, but actually contradictory of what they used to be. Even the literature of The Party will change. Even the slogans will change. How could you have a slogan like “Freedom is Slavery” when the concept of freedom has been abolished? The whole climate of thought will be different. In fact there will be no thought, as we understand it now. Orthodoxy means not thinking — not needing to think. Orthodoxy is unconsciousness.
Bis 2050 – wahrscheinlich sogar früher – wird alles tatsächliche Wissen von Altsprech verschwunden sein. Die gesamte Literatur der Vergangenheit wird zerstört sein. Chaucer, Shakespeare, Milton, Byron – sie werden nur noch in Neusprechversionen vorhanden sein. Sie werden nicht in etwas anderes verwandelt, sondern sie werden das Gegenteil dessen sein, was sie bisher waren. Sogar die Parteiliteratur wird abgeändert. Sogar die Slogans werden ausgetauscht. Wie kann man noch einen Slogan wie „Freiheit ist Sklaverei“ behalten, wenn das Konzept von Freiheit abgeschafft worden ist? Das ganze gedankliche Klima wird ein anderes sein. Genau genommen wird es gar keine Gedanken mehr geben, wie wir sie heute verstehen. Die richtige Gesinnung zu haben, bedeutet, dass man nicht denkt, nicht zu denken braucht. Die richtige Gesinnung ist unbewusst.

## Interpretation von Newspeak in Orwells Roman

### Kritik an totalitären Regimen seiner Zeit
Orwell war durch seine Arbeit in der Propagandaabteilung der BBC mit den Begrifflichkeiten der sowjetischen wie der deutschen politischen Propaganda vertraut, kannte aber besonders die japanische, die sein Spezialgebiet war. Viele seiner Beobachtungen der Funktionsweise totalitärer Systeme gingen in seine Konzeption von Neusprech ein, besonders die Funktion der Begriffe, das Denken auszuschalten oder in eine bestimmte Richtung zu lenken. Die Abkürzungen der Ministerien wurden sowjetischem Sprachgebrauch nachgebildet.

### Kritik an allgemeinen Tendenzen der Politik
Orwells Entwurf einer entmenschlichten Sprache ist nicht nur auf seine kritische Haltung gegenüber totalitären Regimen seiner Zeit einzuschränken. Er wollte in seinem Konstrukt auch die sprachlichen Tendenzen seiner Zeit auf die Spitze treiben.

### Satire auf Basic English
Neusprech hat als Plansprache Ähnlichkeit mit Basic English, einer Sonderform des Englischen von Charles Kay Ogden und I. A. Richards, die Orwell 1942–44 zunächst befürwortete, dann jedoch in seinem Aufsatz „Politics and the English Language“ (1946) ablehnte. Das Hauptargument dabei war der mangelhafte Sprachgebrauch seiner Zeit, nämlich reduzierte Metaphorik und ein prätentiöser und hochgestochener Stil, der sinnlose Worte erzeugt, die das Ergebnis mangelnder Klarheit des Denkens sind. Orwells Schlussfolgerung aus diesen Beobachtungen ist die Diagnose eines allgemeinen Sprachverfalls. Neusprech kann als Satire auf Basic English verstanden werden.

### Orwells Sprachtheorie
Andrei Reznikow kommt in seiner Forschungsarbeit zu Orwells Sprachtheorie zu dem Ergebnis, dass Orwell in seinen Aufsätzen das Problem der politischen Instrumentalisierung von Sprache als grundlegendes Problem im Allgemeinen betrachtete, nicht nur als Sonderproblem totalitärer Staaten. Reznikow weist darauf hin, dass Orwell sich mit Swifts Sprache der Pferde Houyhnhnm, Charles Ogden und Hayeks Schrift über die Knechtschaft beschäftigt habe. Nach Reznikow sah Orwell zwischen Sprachform und Gesellschaftsform einen Zusammenhang in einem Kontinuum zwischen den nicht existierenden Extremen völliger Freiheit oder völliger Knechtschaft. Jede Gesellschaft und jede Sprachform lag seiner Auffassung nach zwischen diesen Extremen und konnte sich in die eine oder andere Richtung entwickeln. Er sah die Lösung des Problems darin, dass bestimmte Wörter zu vermeiden seien und passendere erfunden werden müssten, um eine freiere Sprache zu schaffen. Wortforschung sollte zu diesem Zweck so wichtig werden wie beispielsweise Shakespeare-Forschung. Die Freiheit einer Gesellschaft und ihrer Sprache war seiner Auffassung nach beispielsweise daran zu messen, ob sich ihre Ausdrucksmöglichkeiten, besonders der Wortschatz, vereinfachten oder bereicherten.

## Orwells Newspeak-Neologismen im Roman 1984
Neben Zitaten, die die Begriffe der normalen Sprache umdeuten, manifestiert sich Neusprech durch Einführung von Worthülsen. Außerdem werden eine Reihe von Kontraktionen und Abkürzungen eingeführt. Dabei werden unter anderem vorhandene Wortstämme zu Begriffen kombiniert, die der herrschenden Ideologie dienlich sind. Daneben werden aber auch Euphemismen oder verhüllende Bezeichnungen wie vaporisieren für Töten oder aus dem Gedächtnis löschen benutzt.

### Doppeldenk
Doppeldenk, in älterer Übersetzung Zwiedenken (engl. doublethink), bezeichnet die Fähigkeit, zwei einander widersprechende Denkweisen gleichzeitig als wahr zu akzeptieren.

### Deldenk
Deldenk, in älteren Übersetzungen Undenk oder Verbrechdenk (engl. Crimethink), bezeichnet ein Gedankenverbrechen (thought crime), eine gedachte Kritik an der Doktrin der jeweiligen Regierung oder auch nur ein In-Erwägung-Ziehen von anderen Gedanken.

### Facecrime
Beim Gesichtsverbrechen zeigt jemand durch seinen Gesichtsausdruck, dass er eines Gedankenverbrechens schuldig ist.

### Quaksprech
Quaksprech, in älteren Übersetzungen Entenquak (engl. duckspeak), bedeutet, zu sprechen, ohne zu denken, also wie eine Ente zu schnattern. Je nach Anwendung kann dieser Ausdruck lobend gemeint sein (bei Personen mit gleicher, regierungstreuer Meinung) oder eine Beschimpfung ausdrücken (bei Personen mit anderer Meinung als der des Großen Bruders).

### Delstop
Verbrechenstop (engl. Delstop) ist die Methode, Gedankenverbrechen zu vermeiden, indem man den Gedankenstrom automatisch umlenkt, wenn er regierungskritische, ungute Themen berührt.

### Gutdenker
Ein Gutdenker (engl. goodthinker) ist eine „rechtgläubige“ Person, die auch ohne Anstrengung keine unguten Gedanken hat.

### Vaporisieren
Vaporisieren (abgeleitet vom lateinischen Wortstamm für verdampfen) bedeutet, einen Menschen auszulöschen, nicht nur physisch, sondern auch im Bewusstsein seiner Mitmenschen. Alle Aufzeichnungen und Erinnerungen an eine Unperson müssen aus dem kollektiven Gedächtnis und dem kommunikativen Gedächtnis ausgelöscht werden. Alle müssen vergessen, dass die Unperson jemals gelebt hat. Dies ist eine Analogie zur stalinistischen Praxis, unerwünschte Personen aus Fotos zu retuschieren oder der Großen Sowjetischen Enzyklopädie zu entfernen, welches wiederum eine moderne Variante der bereits in der Antike praktizierten Damnatio memoriae darstellt.

### Unperson
Unperson bezeichnet eine zu vaporisierende Person. Schon die Erwähnung einer Unperson ist ein Gedankenverbrechen und in Neusprech unmöglich, da das Wort selbst tabuisiert ist. Dies ist ebenfalls eine Analogie zum stalinistischen Umgang mit unerwünschten Personen.

### Freiheit
Das Konzept von Freiheit im politischen Sinne oder das Wort frei im Sinne von aktiver Handlungs- und Entscheidungsfreiheit gegenüber bestehenden Handlungsmöglichkeiten wurde entfernt und bedeutet lediglich ohne Behinderung durch etwas (Frei von Läusen, frei von Unkraut).

### Ministerien
Ministerien werden in Analogie zu sowjetischen Bezeichnungen abgekürzt
- Miniwahr (engl. Minitrue): Ministerium für Wahrheit (Propaganda)
- Minipax (engl. Minipax): Ministerium für Frieden (Krieg)
- Minifülle (in älteren Übersetzungen Minifluss) (engl. Miniplenty): Ministerium für Überfluss (Rationierungen)
- Minilieb (engl. Miniluv): Ministerium für Liebe (Recht und Ordnung)

### Weitere Ausdrücke
- Artsem: Artificial insemination.
- BB: Big Brother.
- Dayorder: Order of the day.
- Ingsoc: English Socialism.
- Issue: Kinder, die durch Gutsex erzeugt wurden
- Joycamp: Arbeitslager mit Zwangsarbeit.
- Malquoted: Korrektes Zitat, das aber unerwünscht ist
- Oldspeak: die alte abzuschaffende Sprachform
- Oldthink: die alte abzuschaffende Bewusstseinsform vor der Revolution
- Pornosec: Pornographieabteilung von Minitrue, produziert Pornographie zur Befriedigung der Wünsche der Proles
- Prolefeed: Kulturangebote für die Proles, die ihrem Geschmack entsprechen
- Recdep: Minitrue-Abteilung für die Umschreibung aller Dokumente entsprechend der Parteilinie
- Rectify: Euphemismus für die Umschreibung aller historischen Dokumente und Darstellungen
- Speakwrite: Eine Maschine, die gesprochene Sprache transkribiert, also niederschreibt.
- Thinkpol: Gedankenpolizei
- Upsub: Anpassung von Dokumenten an die Wünsche der Vorgesetzten

### Slogans
- Krieg ist Frieden
- Freiheit ist Sklaverei
- Unwissenheit ist Stärke

## Heutige Verwendung des Begriffs
Josef Joffe kritisierte in einem Artikel der Zeit die aktuelle Verwendung neu geschaffener Wörter in der Political Correctness zur sprachlichen Verschleierung, wobei er insbesondere Euphemismen hervorhebt. Mit Tocqueville bezieht er die Demokratie in die Problematik der Sprachsteuerung ein: 
Die Arbeit der Gedankenpolizei leiste die Demokratie selber, indem sie die „richtige“ Geisteshaltung oktroyiert, schrieb der hellsichtige Franzose vor 180 Jahren. „Die Mehrheit umringt die Meinungsfreiheit mit einer hochragenden Mauer.“ Drinnen könne einer alles sagen, aber wehe, wenn er ausbricht. „Ihm droht zwar nicht der Scheiterhaufen, aber doch die Verachtung.“
2008 dozierte Martin Haase auf dem Chaos Communication Congress über Neusprech im Überwachungsstaat. Kai Biermann nahm dies auf und verfasste einen Artikel in Zeit Online, der den Impuls für die Einrichtung eines gemeinsamen Blogs gab. Für den Neusprechblog erhielten sie 2011 einen Grimme Online Award in der Kategorie Wissen und Bildung. Inhalte des Blogs wurden 2012 in Buchform veröffentlicht: Sprachlügen: Unworte und Neusprech von „Atomruine“ bis „zeitnah“. Haase kritisierte das heutige Neusprech als „Politikersprache, bei der Strategien verwendet werden, um Nebel zu erzeugen und Unpopuläres angenehm darzustellen“. Wenn etwa Verantwortliche heute sprachlich oft als „Entscheidungsträger“ bezeichnet würden, verschwinde damit auch das Konzept der Verantwortung. Neusprech erkenne man an betonten Übertreibungen, sonderbaren Formulierungen, Passiv-Konstruktionen, die den Akteur verhüllten, und Wortneubildungen, etwa englische Ausdrücke wie Targeted killing, die es im Englischen gar nicht gebe.
Der Ausdruck alternative Fakten ist eine von der US-Präsidentenberaterin Kellyanne Conway 2017 geprägte Floskel, mit der sie widerlegbar falsche Behauptungen verschleiern wollte. Ihre Äußerung wurde als Form des Neusprech von Orwells Roman her interpretiert, da sie schlicht gelogen habe, dies aber mit dem Ausdruck verhülle. Auch der Sprachstil von Präsident Donald Trump wurde mit Neusprech in Verbindung gebracht: „Trumps Kindergebrabbel ist eine zeitgemäße Form von ‚Neusprech‘“.
Neusprechvokabeln werden in vielerlei Richtungen kritisiert, am Sprachgebrauch der Regierung wie der Regierungsgegner und aller politischen Gruppen untereinander. Die Kritik an Neusprechvokabeln wird auch mit Populismus assoziiert.

## Parallelbildungen

### Bankspeak
In den Berichten der Weltbank stellten der Historiker Dominique Pestre und der Literaturwissenschaftler Franco Moretti sprachliche Veränderungen fest. Verantwortliche würden nicht benannt, die Darstellung sei unkonkret und nebulös, Verben seien durch Substantive ersetzt worden und Worte wie Armut seien verschwunden, ebenso wie Zeitbezüge, die 20 Jahre zuvor noch durch Adverbien und Zeitformen von Verben deutlich gemacht wurden. Andererseits würde der Wortschatz aber nicht wie in Orwells Vorstellung verkleinert, sondern aufgebläht, etwa durch eine Flut von Abkürzungen. Komplexe Begriffe wie Regierung würden durch nichtssagende eindimensionale und rein positiv wirkende wie governance ersetzt, statt von Armut werde von Nahrungsmittelsicherheit gesprochen.

### Marketing-Sprech
Josef Joffe kritisierte den Jargon des Marketing ausgehend von der Sprachdarbietung auf den Folien von Powerpoint-Präsentationen. Es fehle alles, was Verständigung ausmache. 
„Gedanken werden zerhackt, die Beziehungen zwischen ihnen eliminiert (‚beseitigt‘). Was ist wichtig, was kommt vorher, was nachher? Vorgegaukelt durch die rigorose Struktur wird geordnetes Denken; tatsächlich werden Kausalitäten und Prämissen plattgemacht, wird der Zuhörer manipuliert.“
 Als Merkmale identifiziert Joffe das Generische, also den Gemeinplatz und die Redundanz. „Doch stumpfe Sprache stumpft auch das Gehirn ab – des Redners wie des Zuhörers.“

### Polit-Sprech
In ihrem kleinen Mythen-Lexikon wollen Stephan Hebel und Daniel Baumann erkennbar machen, welche geheimen Absichten und Machtverhältnisse sich hinter den Euphemismen des Politsprech verbergen. Politiker reden „in einer Art Ikea-Sprache: jede Floskel ein vorgefertigter Bausatz.“  Der Leser soll lernen, die Codes der Macht in der „Lingua Blablativa“ (Niklas Luhmann) zu durchschauen, die nicht nur einen Nebelschleier vor der Ideologie bildet, sondern auch die Vorstellung von der Wirklichkeit verändert und formt, wie Hebel im Anschluss an Bourdieu, Greiffenhagen und Eppler ausführt. Er zitiert Nietzsche: „Es genügt, neue Namen und Schätzungen und Wahrscheinlichkeiten zu schaffen, um auf die Länge hin neue ,Dinge‘ zu schaffen.“  Themen der Gute-Macht-Geschichten sind etwa Flexibilisierung, demografische Katastrophe, Schwarze Null, sozial Schwache, Senkung der Lohnnebenkosten und Bürokratieabbau.

## Sprache und Politik in der Kognitionswissenschaft
Kognitive Linguistik und Kognitionswissenschaft erforschen, wie politische Sprache das Denken beeinflusst. „Unser vermeintlich freies Denken wird durch diejenigen beeinflusst, die bewusst bestimmte Metaphern in die öffentliche Diskussion einführen“, konstatieren George Lakoff und Elisabeth Wehling. Mit der Macht des besseren Arguments jedenfalls sei es nicht weit her. Das menschliche Gehirn funktioniere anders. Frames, kollektive kognitive Deutungsrahmen, die tief in uns verankert seien, prägten unser Denken.

Wehling arbeitet heraus, wie Sprache über ihre Metaphorik und Anbindung an kognitive Frames das politische Denken und Handeln unbewusst bestimmt. Metaphorische Begriffe sind hier nicht nur Stilmittel, sondern sind konzeptuelle Metaphern. Menschen können abstrakte Sachverhalte immer nur durch Verbildlichungen wahrnehmen, interpretieren und handelnd bewältigen, die auf Erlebnisse in der eigenen Lebenswelt zurückgehen. Wehling analysiert nach Epplers Einschätzung, wie politischen Themen durch Schlüsselwörter ein Frame verpasst worden ist, der sie den dominierenden Interessen gefügig macht.
… in politischen Debatten (sind) nicht Fakten an und für sich entscheidend…, sondern gedankliche Deutungsrahmen, in der kognitiven Wissenschaft Frames genannt. Frames werden durch Sprache im Gehirn aktiviert.

## Beispiele für heutige Neusprech-Begriffe und Slogans
- robuster Stabilisierungseinsatz statt Krieg[28]
- Sparpaket statt eines Gesetzpakets mit Einsparungen: Kürzung von Ausgaben meist im Bereich Bildung und Soziales, selten bei den Militärausgaben[29]
- Alternativlos statt Ablehnung jeder anderen Möglichkeit aus politischen Gründen[30]
- Kollateralschaden oder Begleitschaden statt Inkaufnahme unvermeidlich scheinender Tötungen oder Verletzungen unbeteiligter und unschuldiger Menschen[31]
- Steueroase: impliziert, dass „Steuerflucht“ unschuldig und verständlich ist, da Steuerzahlen mit Wüste und Steuervermeidung mit der Rettung vor dem Verdursten assoziiert wird.[32]

- militärische Spezialoperation oder Sondereinsatz: Offizielle russische Sprachgebung für den russischen Überfall auf die Ukraine.[33]

### Zu Orwells Neusprech
- John Wesley Young: Totalitarian Language: Orwell’s Newspeak and its Nazi and Communist Antecedents. University Press of Virginia 1991, ISBN 978-0-8139-1324-7.
- Andrei Reznikov: George Orwell’s Theory of Language. iUniverse 2001, ISBN 978-0-595-19320-2.

### Zu modernem Neusprech allgemein
- Kai Biermann, Martin Haase: Sprachlügen: Unworte und Neusprech von „Atomruine“ bis „zeitnah“. 1. Aufl. Fischer-Verlag, 2012, ISBN 978-3-596-19497-1.
- George Lakoff, Elisabeth Wehling: Auf leisen Sohlen ins Gehirn. Politische Sprache und ihre heimliche Macht. 4., erw. Aufl. Carl-Auer-Verlag 2016, ISBN 978-3-8497-0141-3.
- Elisabeth Wehling: Politisches Framing. Wie Deutschland sich politische Wahrheiten einredet – und daraus Politik macht. Herbert von Halem Verlag, 2016, ISBN 978-3-86962-208-8.